# Румспринге
Румспринге (њем. Rhumspringe) општина је у њемачкој савезној држави Доња Саксонија. Једно је од 29 општинских средишта округа Гетинген. Према процјени из 2010. у општини је живјело 1.988 становника. Посједује регионалну шифру (AGS) 3152019.

## Географски и демографски подаци
Румспринге се налази у савезној држави Доња Саксонија у округу Гетинген. Општина се налази на надморској висини од 193 метра. Површина општине износи 9,4 km². У самом мјесту је, према процјени из 2010. године, живјело 1.988 становника. Просјечна густина становништва износи 212 становника/km².